# Травково (остановочный пункт)
Травково — остановочный пункт (до 1994 года - железнодорожная станция) Московского региона Октябрьской железной дороги на линии «Угловка — Боровичи», находится в посёлке при станции Травково на территории Травковского сельского поселения Боровичского муниципального района Новгородской области. Расположена между остановочными пунктами Никитинская и Корсаковская, на полпути (в 16 км) из Угловки в Боровичи.

## История
Была открыта в 1877 году, названа по деревне Травково До 1994 года на станции Травково действовал разъезд. Станция была закрыта в 1994 году.

## Пассажирское движение
Ранее на станции делал остановку поезд 084Ч "Москва - Боровичи", но с 2015 года он был отменён. С 2018 года на станции делает остановку пригородный поезд "Угловка - Боровичи".